# Michal Hašek

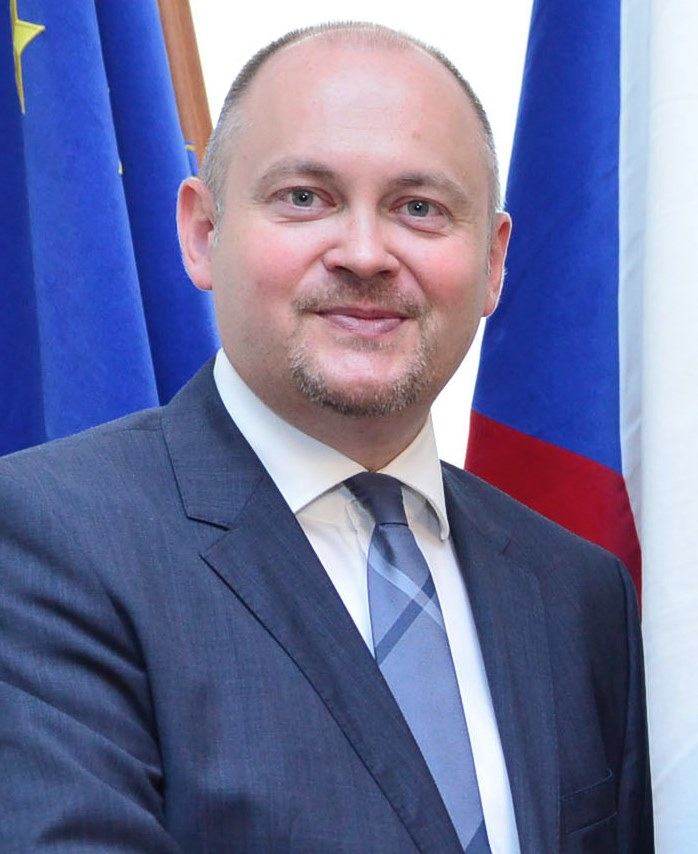
Michal Hašek 2014

Michal Hašek (* 17. April 1976 in Brno) ist ein tschechischer Politiker der sozialdemokratischen ČSSD. Er war von 2008 bis 2016 Hejtman (Hauptmann) der Region Südmähren.

## Leben
Hašek machte 1994 das Abitur in Tišnov und studierte anschließend Rechtswissenschaften an der Masaryk-Universität in Brünn. Das Studium beendete er 1999 mit der Magisterprüfung. 2010 promovierte er an einer slowakischen Privatuniversität.
Zwischen 1997 und 1998 arbeitete er als Assistent des Bürgermeisters der Gemeinde Drásov und trat 1998 in die ČSSD ein. Zwischen 1998 und 2000 war er Assistent eines sozialdemokratischen Parlamentsabgeordneten. Zwischen 1998 und 2009 saß er im Gemeinderat der Gemeinde Drásov, in der er auch zeitweise selbst das Amt des Vizebürgermeisters bzw. Bürgermeisters ausübte. Zwischen 2000 und 2004 war er Mitglied der Regionsvertretung der Region Südmähren.

## Ämter in der ČSSD
2002 wurde er zum Abgeordneten im tschechischen Parlament gewählt, dem er seit dem mit einer kurzen Unterbrechung zwischen 2009 und 2010 nach seiner Wahl zum Hejtman angehört. 2002 bis 2006 war er stellvertretender Fraktionsvorsitzender seiner Partei und danach bis 2008 Vorsitzender der Fraktion. Seit 2007 gehört er der sozialdemokratischen Schattenregierung als Kandidat für das Amt des Landwirtschaftsministers an. Im Herbst 2008 war er Spitzenkandidat seiner Partei bei den Regionalwahlen in der Region Südmähren, bei der die ČSSD die meisten Stimmen auf sich vereinigte. Infolgedessen wurde Hašek in einer Koalition zwischen ČSSD und der KDU-ČSL zum Hejtman der Region gewählt. Diese Position verteidigte er erfolgreich bei den Regionalwahlen 2012.
2011 kandidierte Hašek erfolglos gegen den kommissarischen Vorsitzenden Bohuslav Sobotka um den Parteivorsitz der ČSSD, wurde aber auf dem Parteitag zum ersten Vizevorsitzenden gewählt. Hašek, dem eine größere persönliche Nähe zum amtierenden Staatspräsidenten Miloš Zeman nachgesagt wird, galt neben dem Spitzenkandidaten Bohuslav Sobotka nach den Parlamentswahlen 2013 als ein möglicher Kandidat der Partei für das Amt des  tschechischen Premierministers, der in Tschechien vom Präsidenten ernannt wird. Da die Sozialdemokraten bei der vorgezogenen Parlamentswahl nicht die für einen Regierungswechsel erhofften Zugewinne erzielten, sondern sogar 2 % einbüßten, versuchte Hasek, den Parteichef Bohuslav Sobotka abzulösen, wobei er tatsächlich vom früheren Parteichef und Staatspräsidenten Miloš Zeman unterstützt wurde. Dieser versuchte "Putsch" wurde aber sowohl in der Partei als auch in der Öffentlichkeit kritisiert. Hašek trat daraufhin am 8. November 2013 vom Vizevorsitz der ČSSD zurück. Auch sein Abgeordnetenmandat legte er alsbald nieder.
Hašek konzentrierte sich anschließend auf sein Amt als Hauptmann der Region Südmähren, galt aber weiterhin als mögliche Alternative zum Parteivorsitzenden Sobotka. Überraschend kam die ČSSD bei den Regionalwahlen 2016 aber nur noch auf den dritten Platz. Hašek musste das Amt des Regionshauptmann abgeben und blieb einfacher Abgeordneter in der Regionsversammlung. Parallel arbeitete er wieder als Anwaltskonzipient. 2021 war er für wenige Monate Stellvertreter des Innenministers Jan Hamáček. Nach der Niederlage der ČSSD bei den Wahlen 2021, welche seitdem nicht mehr im Abgeordnetenhaus vertreten ist, trat er aus der Partei aus.
Hašek ist verheiratet und hat eine Tochter.